# Альперович Павло Маркович
Павло́ Ма́ркович Альперо́вич (8 травня 1908, м. Вільно, тепер м. Вільнюс, Литва — 9 червня 1995, м. Вінниця, Україна) — невролог, доктор медичних наук (1944), професор (1949).

## Життєпис
У 1933 закінчив Харківський психоневрологічний інститут. У 1933—1934 рр. працював невропатологом у [[Миколаїв|Миколаєві]. Упродовж 1934 проходив службу лікарем-ординатором в Радянській армії. У 1934—1936 рр. навчався в аспірантурі в клініці нервових хвороб Української психоневрологічної академії. Подальша діяльність ПАльперовича (1937—1946 рр.) відбувалася на Далекому Сході у лавах Радянської армії, де він пройшов шлях від ординатора до начальника нервового відділення ряду великих шпиталів і головного невропатолога 1-ої окремої Червонопрапорної армії. За заслуги перед Батьківщиною в роки Другої світової війни нагороджений орденом «Червоної зірки» та кількома медалями.
Упродовж 1947—1977 рр. очолював кафедру нервових хвороб Вінницького медичного інституту ім. М. І. Пирогова, у 1978—1988 рр. — був науковим консультантом тієї самої кафедри. Тут у повній мірі розгорнувся його здатності організатора, педагога, вченого. Під його керівництвом за короткий термін була відновлена і оснащена кафедра, що була розграбована під час німецької окупації.
Проводив велику консультативну роботу в медичних закладах Вінницької та Хмельницької областей. Упродовж 15 років виконував обов'язки головного невропатолога Вінницької області, брав активну участь в організації неврологічної допомоги і підготовки невропатологів. За його ініціативи у Вінниці відкрито дитяче неврологічне і нейрохірургічне відділення. Упродовж 20 років П. М. Альперович очолював Вінницьке обласне наукове товариство невропатологів і психіатрів. Був членом правління наукового товариства невропатологів і психіатрів України, членом ряду комісій Міністерства охорони здоров'я УРСР.
Пішов із життя 9 червня 1995 року у Вінниці.

## Наукова та лікарська діяльність
Наукові інтереси П. М. Альперовича охоплювали велике коло питань. Працюючи на Далекому сході, він брав участь у вивченні кліщового енцефаліту, і особливо японського енцефаліту. Результати цих досліджень узагальнені ним у ряді статей, кандидатській «Сезонный таежный менингоэнцефалит» (1939) та докторській дисертації «Энцефалит В» (1944). У 1946 р. опублікував велику монографію, присвячену японському енцефаліту (Енцефаліт В), яка до нашого часу є підручною книгою для тих, хто цікавиться цією проблемою. Матеріали монографії широко цитуються в низці підручників і посібників з інфекційних та нервових хвороб.
За роки роботи у Вінницькому медичному інституті ним опубліковано низку праць, присвячених сучасному епідемічному (летаргічному) енцефаліту, субдуральним гематомам, невриту лицьового нерву. Цими працями науковець зробив великий внесок у вивчення клініки та діагностики вказаних захворювань. Значну частину праць П. М. Альперович та його співробітники присвятили первинним і метастатичним пухлинам головного мозку. Ці роботи розширили уявлення про клініку пухлин головного мозку різної гістологічної структури і локалізації, про своєрідність їх перебігу. Значну частину праць було присвячено також питанням діагностики та лікування лейкоенцефалітів, ревматичних уражень та туберкульозу нервової системи. Працював над монографією про відділені наслідки туберкульозного менінгіту.
Упродовж життя опублікував понад 80 наукових праць. Під його редакцією було видано 4 збірника наукових праць з різних питань клінічної неврології та нейрохірургії. Під керівництвом П. М. Альперовича захищено 14 кандидатських та 2 докторські дисертації.

## Праці
1. Альперович П. М. Клиника японского энцефалита / П. М. Альперович // Советская психоневрология. — 1940. — № 5/6. — С. 2-20.
2. Альперович П. М. Энцефалит Б. (Синонимы: японский энцефалит, летний энцефалит, осенний энцефалит Приморского края) / П. М. Альперович. — Владивосток: «Примиздат», 1946. — 353 с.
3. Альперович П. М. Вопросы диагностики острого полиомиелита / П. М. Альперович // Врачебное дело. — 1956. — № 3. — С. 229—235.
4. Альперович П. М. Опыт лечения некоторых заболеваний нервной системы длительным сном / П. М. Альперович, В. Д. Билык // Врачебное дело. — 1957. — № 8. — С. 785—790.
5. Альперович П. М. Мультиморфные глиобластомы с длительным течением / П. М. Альперович // Вопросы нейрохирургии. — 1961. — № 5. — С. 51–52.
6. Альперович П. М. Клинические формы и течение современного эпидемического (летаргического) энцефалита / П. М. Альперович, Б. И. Рудая // Журнал невропатологии и психиатрии им. С. С. Корсакова. — 1970. — Т. 70, № 8. — С. 1129—1134.
7. Альперович П. М. Первичные изолированные кровоизлияния в ствол мозга / П. М. Альперович // Врачебное дело. — 1970. — № 12. — С. 61–65.
8. Альперович П. М. Изменение электроэнцефалограммы у больных с опухолями затылочной доли головного мозга / П. М. Альперович, Б. М. Трахтенберг // Врачебное дело. — 1972. — № 7. — С. 108—111.
9. Альперович П. М. Паралич Белла (этиология, патогенез, клиника, течение, исход) / П. М. Альперович // Журнал невропатологии и психиатрии им. С. С. Корсакова. — 1978. — Т. 78, № 6. — С. 836—846.
10. Альперович П. М. Черты сходства и различия повторных гомо- и контралатеральных невритов лицевого нерва / П. М. Альперович // Журнал невропатологии и психиатрии им. С. С. Корсакова. — 1980. — № 4. — С. 517—523.
11. Альперович П. М. Полиневриты при узелковом периартериите / П. М. Альперович, С. Х. Алимбек // Журнал невропатологии и психиатрии им. С. С. Корсакова. — 1983. — № 8. — С. 1168—1173.
12. Альперович П. М. Спастическая кривошея (клиника, этиология, патогенез) / П. М. Альперович // Журнал неврологии и психиатрии им. С. С. Корсакова. — 1987. — № 5. — С. 697—702.
13. Альперович П. М. Избранные труды / П. М. Альперович. — Кишинев: [б. в.], 1989. — 516 с.